# Thành ủy
Thành ủy còn được gọi Ban chấp hành Đảng bộ Thành phố, hay Đảng ủy thành phố là cơ quan đứng đầu tổ chức Đảng Cộng sản Việt Nam tại thành phố trực thuộc trung ương, thành phố trực thuộc tỉnh, thành phố thuộc thành phố trực thuộc trung ương của Việt Nam. Hệ thống Đảng trị chỉ áp dụng cho các nước theo Xã hội chủ nghĩa, vì vậy cơ quan Thành ủy có quyền lực cao hơn cả cấp hành pháp của Thành phố. Đứng đầu thành ủy là Bí thư, Bí thư có thể kiêm nhiệm chức vụ của hành pháp hoặc lập pháp trong chính quyền địa phương.
Các thành phố trực thuộc trung ương theo quy định tương đương với cấp tỉnh, vì vậy thành ủy thành phố trực thuộc trung ương tương đương với cấp tỉnh ủy.

## Cơ quan trực thuộc Thành ủy
- Văn phòng Thành uỷ
- Ban Tổ chức Thành uỷ
- Ban Dân vận Thành uỷ
- Uỷ ban Kiểm tra Thành uỷ
- Ban Tuyên giáo Thành uỷ

Thành ủy trực thuộc trung ương có thêm: 
- Ban Nội chính Thành ủy
- Ban Bảo vệ chăm sóc sức khỏe cán bộ
- Trung tâm bồi dưỡng chính trị Thành phố

## Quyền hạn và nhiệm vụ
Thành ủy có nhiệm vụ và quyền hạn:
- Căn cứ Nghị quyết Đại hội đại biểu Đảng bộ Thành phố và các Chỉ thị, Nghị quyết của Trung ương (Tỉnh), cụ thể hoá thành các chương trình hành động, chủ trương, giải pháp của Thành uỷ để lãnh đạo, chỉ đạo, tổ chức thực hiện toàn diện trên các lĩnh vực: kinh tế-xã hội, quốc phòng-an ninh, xây dựng Đảng, xây dựng hệ thống chính trị.
- Xây dựng và giữ vững khối đoàn kết thống nhất, giữ vững kỷ cương, kỷ luật trong toàn Đảng bộ trên cơ sở thực hiện nghiêm nguyên tắc trong tổ chức sinh hoạt Đảng, nhất là nguyên tắc tập trung dân chủ, tự phê bình và phê bình để xây dựng Đảng bộ trong sạch vững mạnh. Kiên quyết đấu tranh chống cơ hội, bè phái, cục bộ, quan liêu, tham nhũng, tiêu cực, tư duy lạc hậu và những biểu hiện suy thoái về đạo đức lối sống, bảo vệ quan điểm, đường lối của Đảng.
- Định kỳ, Thành uỷ thảo luận và thông qua các báo cáo của Ban Thường vụ và Uỷ ban Kiểm tra trình Thành uỷ. Trong trường hợp cần thiết, Thành uỷ triệu tập những cuộc họp bất thường để quyết định những công việc đột xuất, các Nghị quyết chuyên đề trên các lĩnh vực công tác cụ thể của Đảng bộ.
- Bầu Ban Thường vụ Thành uỷ; bầu Bí thư và các Phó Bí thư Thành uỷ trong số Uỷ viên Ban Thường vụ; bầu Uỷ ban Kiểm tra Thành uỷ; bầu Chủ nhiệm ỦY ban Kiểm tra Thành uỷ trong số uỷ viên Ủy ban Kiểm tra Thành uỷ. Giới thiệu người ứng cử vào các chức danh: Chủ tịch Hội đồng Nhân dân, Chủ tịch Ủy ban Nhân dân Thành phố; bầu bổ sung Ủy viên Ban Thường vụ, Uỷ viên Uỷ ban Kiểm tra, Chủ nhiệm Uỷ ban Kiểm tra Thành uỷ; đề nghị bổ sung Thành uỷ viên; xét kỷ luật Thành uỷ viên, uỷ viên Uỷ ban Kiểm tra Thành uỷ.
- Chuẩn bị nội dung, nhân sự và quyết định thời gian triệu tập Đại hội Đảng bộ Thành phố khoá đến.

## Chế độ làm việc
Thành ủy họp định kỳ 3 tháng 1 lần và có thể tổ chức họp bất thường, hội nghị mở rộng khi cần thiết để quyết định những nội dung công tác trọng tâm, đột xuất và xây dựng Chương trình làm việc hằng năm.
Mỗi năm một lần Thành uỷ, Thành uỷ viên kiểm điểm hoạt động của mình trong việc lãnh đạo, chỉ đạo thực hiện Nghị quyết của cấp mình và cấp trên. Việc kiểm điểm cá nhân thực hiện theo kế hoạch của Thành uỷ và Ban Thường vụ Thành uỷ.
Đề án trình ra hội nghị Thành ủy phải được chuẩn bị đầy đủ theo quy trình do Ban Thường vụ quyết định (nếu đề án đưa ra hội nghị Thành ủy), do Thường trực thành ủy quyết định (nếu đề án đưa ra Ban thường vụ), các dự thảo đề án đó phải được gửi đến các Thành ủy viên trước hội nghị cấp ủy ít nhất là 3 ngày, gửi đến các ủy viên Ban Thường vụ trước hội nghị Ban thường vụ ít nhất là 2 ngày, Ủy viên cấp uỷ và Thường vụ phải có trách nhiệm tham gia đóng góp xây dựng các báo cáo, đề án được trình ra hội nghị.
Những nội dung không thuộc thẩm quyền Ban Chấp hành quyết định thì không đưa ra bàn ở hội nghị Ban Chấp hành. Các nội dung trình Hội nghị Ban Chấp hành phải được hoàn chỉnh về thể thức văn bản.
Các Ủy viên Thường trực Thành ủy điều hành Hội nghị Thành ủy, các Hội nghị chuyên đề. Tùy theo tính chất và nội dung từng Hội nghị, Ban Thường vụ có thể cử một số đồng chí trong Ban Thường vụ điều hành Hội nghị, thông báo sự phân công đó trước Hội nghị.

## Ban Thường vụ Thành ủy

### Tổ chức
Ban Thường vụ Thành ủy do Ban chấp hành Đảng bộ Thành phố bầu trong số Ủy viên Ban chấp hành Đảng bộ, là cơ quan đại diện cho Ban chấp hành Đảng bộ giữa 2 kỳ đại hội.
Ban Thường vụ bao gồm:
- Người đứng đầu các cơ quan hành chính sự nghiệp của Thành phố hoặc các cơ quan thuộc Đảng bộ
- Một số Phó Chủ tịch Hội đồng Nhân dân, Ủy ban Nhân dân Thành phố
- Chỉ huy trưởng Ban chỉ huy quân sự Thành phố

### Quyền hạn
Ban Thường vụ Thành ủy có quyền hạn và nhiệm vụ sau:
- Thay mặt Thành ủy lãnh đạo, chỉ đạo mọi hoạt động của Đảng bộ giữa hai kỳ họp của Thành ủy:

1. Quyết định và chịu trách nhiệm về một số vấn đề thuộc thẩm quyền của Thành uỷ và phải báo cáo với Thành uỷ tại phiên họp gần nhất.
2. Quyết định về công tác tổ chức và cán bộ thuộc diện Ban Thường vụ Thành uỷ quản lý theo phân cấp quản lý cán bộ; chuẩn bị trình Thành uỷ những vấn đề về cán bộ thuộc thẩm quyền Thành uỷ quyết định. Giới thiệu người ứng cử vào các chức danh Phó Chủ tịch Hội đồng Nhân dân, Ủy viên Thường trực Hội đồng Nhân dân, Phó Chủ tịch Ủy ban Nhân dân, Uỷ viên Ủy ban Nhân dân và Trưởng, phó các Ban của Hội đồng Nhân dân Thành phố.
3. Quyết định và lãnh đạo việc tách, sáp nhập, thành lập mới và giải thể các tổ chức cơ sở Đảng trực thuộc; lãnh đạo, chỉ đạo việc tách, sáp nhập, thành lập mới và giải thể các phòng, ban, ngành thuộc chính quyền và các tổ chức đoàn thể theo quy định của cấp trên.

- Quyết định chương trình công tác quý, tháng, một số công tác quan trọng khác và chuẩn bị nội dung cho Hội nghị Thành uỷ. Tổ chức kiểm tra định kỳ hoặc đột xuất, sơ kết, tổng kết rút kinh nghiệm việc lãnh đạo, chỉ đạo và tổ chức thực hiện các chủ trương, Nghị quyết của Đảng, Nhà nước cấp trên và cấp mình quản lý.

1. Quán triệt và cụ thể hoá các Nghị quyết của cấp trên thành các chương trình hành động, kế hoạch để tổ chức triển khai thực hiện, phổ biến những thông tin cần thiết trong nội bộ Đảng và tình hình kinh tế-xã hội, An ninh Quốc phòng cho Thành ủy viên và các cấp ủy cơ sở Đảng trực thuộc.
2. Quyết định ban hành quy chế làm việc của các Ban xây dựng Đảng và Văn phòng Thành uỷ.

- Thay mặt Thành ủy báo cáo lên cấp trên tình hình hoạt động thường xuyên hoặc đột xuất (nếu có) của Đảng bộ theo quy định.

1. Đề nghị cấp trên nghiên cứu sửa đổi, bổ sung một số nội dung chủ trương, chính sách mới, mang tính đột phá.

- Khi cần thiết, Ban Thường vụ có thể ủy quyền cho Bí thư, các Phó Bí thư, Ủy viên Ban thường vụ giải quyết một số công việc thuộc quyền hạn của tập thể Ban Thường vụ.
- Chỉ đạo công tác tài chính Đảng của Đảng bộ Thành phố.
- Xem xét cho ý kiến và chịu trách nhiệm về những dự án lớn, quan trọng trên địa bàn Thành phố để Ủy ban Nhân dân Thành phố triển khai thực hiện.
- Thường vụ Khối Đảng xét kết nạp Đảng viên.

### Chế độ làm việc
Ban Thường vụ Thành uỷ định kỳ mỗi tháng họp từ 1 đến 2 lần. Nội dung họp Ban Thường vụ do Thường trực Thành uỷ chuẩn bị, phải được gửi hoặc thông báo trước cho Ủy viên Ban Thường vụ ít nhất 2 ngày.
Mỗi năm một lần Ban Thường vụ kiểm điểm hoạt động của mình trong việc lãnh đạo, chỉ đạo thực hiện Nghị quyết của cấp mình và cấp trên. Việc kiểm điểm cá nhân thực hiện theo kế hoạch của Thành uỷ và Ban Thường vụ Thành uỷ.
Định kỳ hằng quý hoặc đột xuất Ban Thường vụ hoặc Thường trực Thường vụ Thành uỷ làm việc với Thường trực Hội đồng Nhân dân, lãnh đạo Ủy ban Nhân dân, Ban Thường trực Ủy ban Mặt trận và lãnh đạo các tổ chức đoàn thể, ban, ngành, tập thể Bí thư và Phó Bí thư các chi đảng bộ trực thuộc về tình hình thực hiện các Nghị quyết, Chỉ thị của Trung ương, của Tỉnh, Thành phố và tình hình thực hiện nhiệm vụ chính trị tại địa phương, đơn vị; khi bàn và giải quyết công việc có liên quan đến ngành nào thì mời đại diện lãnh đạo ngành đó dự. Duy trì chế độ giao ban với lãnh đạo các Ban xây dựng Đảng và Văn phòng Thành uỷ mỗi tháng 1 lần.
Phó Bí thư Thành ủy thay mặt Ban Thường vụ báo cáo các vấn đề về dự toán, quyết toán tài chính Đảng theo định kỳ mỗi năm một lần trước Ban chấp hành Đảng bộ Thành phố; báo cáo một số chủ trương về việc sử dụng ngân sách Đảng trước Ban Thường vụ khi cần thiết. Thay mặt Thành ủy, Ban Thường vụ báo cáo về Tỉnh ủy và thông báo cho cấp dưới biết tình hình hoạt động của Đảng bộ hằng quý, hằng tháng và tình hình đột xuất khi cần thiết.
Các Ban xây dựng Đảng Thành uỷ, Thường trực Hội đồng Nhân dân, Ủy ban Nhân dân, Mặt trận và các tổ chức đoàn thể, Công an, Quân sự, Viện Kiểm sát, Tòa án Thành phố, các Chi, Đảng bộ trực thuộc thực hiện nghiêm túc chế độ báo cáo định kỳ (quý, 6 tháng, 1 năm) và các báo cáo trọng tâm đột xuất về Ban Thường vụ, qua Văn phòng Thành uỷ để theo dõi chỉ đạo.
Những nội dung không thuộc thẩm quyền Ban Thường vụ quyết định thì không đưa ra bàn ở hội nghị Ban Thường vụ. Các nội dung trình Hội nghị Ban Thường vụ phải được hoàn chỉnh về thể thức văn bản.
Các cuộc họp Ban Thường vụ Thành ủy do Bí thư Thành ủy chủ trì. Trường hợp Bí thư đi vắng, Phó Bí thư hoặc Phó Bí thư-Chủ tịch Ủy ban Nhân dân Thành phố (tuỳ theo nội dung kỳ họp) chủ trì và phải báo cáo lại đồng chí Bí thư những nội dung do mình kết luận trong cuộc họp.

## Thường trực Thành ủy

### Tổ chức
Thường trực Thành ủy do Ban chấp hành Đảng bộ Thành phố bầu trong số các thành viên của Ban Thường trực Thành ủy, là cơ quan đại diện cho Ban chấp hành Đảng bộ Thành phố và Ban Thường trực Thành ủy giữa 2 kỳ đại hội.
Thành viên Thường trực Thành ủy là Bí thư và các Phó Bí thư Thành ủy

### Quyền hạn
- Giúp Ban Thường vụ Thành uỷ chỉ đạo việc chuẩn bị và tổ chức thực hiện Quy chế làm việc, chương trình công tác toàn khoá của Thành uỷ; xây dựng và tổ chức thực hiện chương trình công tác hằng năm, sáu tháng, quý, tháng của Ban Thường vụ và chương trình kiểm tra, giám sát hằng năm của Thành ủy; chuẩn bị kế hoạch tổ chức thực hiện các Chỉ thị, Nghị quyết của Trung ương, Tỉnh, của Thành ủy, Ban Thường vụ Thành uỷ để báo cáo Ban Thường vụ quyết định hoặc thảo luận, thống nhất trình ra Ban Chấp hành. Chuẩn bị và trình Ban Thường vụ quyết định các chủ trương, chính sách về tổ chức và cán bộ thuộc diện Ban Thường vụ trực tiếp quản lý.
- Chỉ đạo phối hợp hoạt động giữa các cơ quan Đảng, Hội đồng Nhân dân-Ủy ban Nhân dân-Ủy ban Mặt trận Tổ quốc Việt Nam và các tổ chức đoàn thể trong việc quán triệt, cụ thể hoá và chỉ đạo tổ chức thực hiện.
- Định kỳ mỗi quý 1 lần, làm việc với Đảng uỷ, Ủy ban Nhân dân các Quận, huyện, xã, phường để chỉ đạo các hoạt động. Khi cần thiết, làm việc với các Ủy viên Thành ủy viên, với các ngành, địa phương, các đơn vị trực thuộc. Khi giải quyết công việc có liên quan đến phạm vi uỷ viên Thường vụ hoặc cấp uỷ nào phụ trách thì mời Ủy viên đó dự và tham gia ý kiến, nếu Ủy viên đó vắng mặt thì Ủy viên chủ trì có trách nhiệm thông báo lại nội dung làm việc.
- Chỉ đạo giải quyết công việc hằng ngày của Đảng bộ; Quyết định triệu tập và chuẩn bị nội dung các kỳ họp của Ban Thường vụ Thành uỷ.
  - Trong trường hợp đột xuất (an ninh quốc gia, thiên tai, hoả hoạn, những công việc đột xuất do cấp trên chỉ đạo…) không thể triệu tập họp tập thể Ban Thường vụ được thì Thường trực Thường vụ thành uỷ được quyết định và báo cáo lại Ban Thường vụ trong phiên họp gần nhất.
  - Tiếp nhận, điều động cán bộ khối Đảng, khối Dân không thuộc diện Thường vụ quản lý. Giải quyết một số chính sách, chế độ trợ cấp khó khăn, ốm đau, tang lễ, nghỉ dưỡng... đối với cán bộ thuộc diện Thường vụ quản lý.
  - Giải quyết một số công tác đảng vụ.
  - Trường hợp Bí thư, Phó Bí thư cùng đi công tác thì Ban Thường vụ cử một Uỷ viên Thường vụ trực để giải quyết công việc hằng ngày của Ban Thường vụ.

Ban Thường vụ Thành ủy có thể ủy quyền cho Thường trực Thành ủy các công việc sau:
- Quyết định thẩm tra những cán bộ thuộc diện Ban Thường vụ quản lý khi có vấn đề phải xem xét về lịch sử chính trị và chính trị hiện nay theo quy định đưa ra Ban Thường vụ xem xét quyết định. Cho ý kiến về bổ nhiệm, điều động, luân chuyển, nghỉ hưu, miễn nhiệm cán bộ không thuộc quyền quản lý của Thường vụ. Hiệp y về đề nghị bổ nhiệm, bổ nhiệm lại, miễn nhiệm, khen thưởng, … đối với cán bộ thuộc cấp trên quản lý đang công tác tại địa phương. Quyết định xếp lương, nâng lương, chuyển Đảng chính thức cho đảng viên, quyết định chăm sóc sức khoẻ cho cán bộ thuộc diện Thường vụ quản lý; Quyết định cử cán bộ, Đảng viên thuộc quyền đi tham quan, công tác, học tập trong và ngoài nước. Chuẩn y Ban Chấp hành, Ban Thường vụ, Bí thư, Phó Bí thư, UBKT, Chủ nhiệm Ủy ban Kiểm tra và Phó chủ nhiệm Ủy ban Kiểm tra các tổ chức cơ sở cửa Đảng trực thuộc. Trực tiếp quyết định nhân sự cấp phó các Phòng, ban, ngành, đoàn thể Thành phố; Phó Bí thư Đảng uỷ, UV Ban Thường vụ, PCT Hội đồng Nhân dân-Ủy ban Nhân dân (Quận, huyện) xã, phường. Các trường hợp chưa có trong quy hoạch phải báo cáo Ban Thường vụ Thành uỷ xem xét quyết định.
- Cho ý kiến xử lý các vấn đề đột xuất có liên quan trên địa bàn như: tình hình an ninh chính trị, trật tự an toàn xã hội, dân tộc, tôn giáo, …; cho ý kiến về định hướng phát triển kinh tế, xã hội.

Những công việc được uỷ quyền nêu trên, sau khi quyết định Thường trực Thành uỷ báo cáo cho Ban Thường vụ trong phiên họp gần nhất; nếu có vấn đề phức tạp hoặc xét thấy cần thiết thì xin ý kiến Ban Thường vụ Thành uỷ trước khi quyết định.

### Chế độ làm việc
Thường trực là cơ quan có trách nhiệm thường trực của Thành ủy, vì vậy định kỳ hàng tuần có 1 đến 2 cuộc họp.
Những nội dung quan trọng đặc biệt chưa cho phép công bố công khai như: vấn đề nội bộ Đảng, quốc phòng-an ninh, công tác nhân sự được thảo luận trong các cuộc họp của Ban Thường vụ, của Thành ủy cũng như các cuộc họp, làm việc của Bí thư và các Phó Bí thư với các Tổ chức cơ sở Đảng, các ngành phải tuyệt đối giữ bí mật.
Tuỳ theo nội dung, tính chất công việc, Thường trực Thành uỷ quyết định thành phần tham dự.